# Rudolph Cartier
Pour les articles homonymes, voir Cartier.
Rudolph Cartier, né Rudolph Katscher à Vienne le 17 avril 1904 et mort à Londres le 7 juin 1994, est un réalisateur, producteur de cinéma et scénariste autrichien.
Rudolph Cartier fit des études théâtrales, puis d'architecture. Il commença sa carrière cinématographique comme scénariste et réalisateur de films allemands à Berlin pour les studios Universum Film AG ainsi que réalisateur pour la télévision autrichienne.
Encouragé par un collègue des studios allemands, Billy Wilder, de venir à Hollywood, Rudolph Katscher change de nom et prend celui de Rudolph Cartier. Cependant, contrairement à Billy Wilder, Cartier n'a pas trouvé le succès aux États-Unis, et en 1935 il déménage à nouveau, pour le Royaume-Uni.
Il s'installa en Angleterre dans les années 1930. Ce n'est que bien plus tard, en 1952, qu'il travailla pour la télévision britannique, exclusivement pour la BBC. 
Il est surtout connu pour ses collaborations avec le scénariste Nigel Kneale, notamment pour la série Bernard Quatermass et de l'adaptation du roman 1984 de George Orwell.
Il réalisa plus de 120 films. 
En l'an 2000, le British Film Institute sélectionna les cent plus grands programmes télévisuels, parmi lesquels deux films réalisés par Rudolph Cartier.